# Miklós Tótfalusi Kis

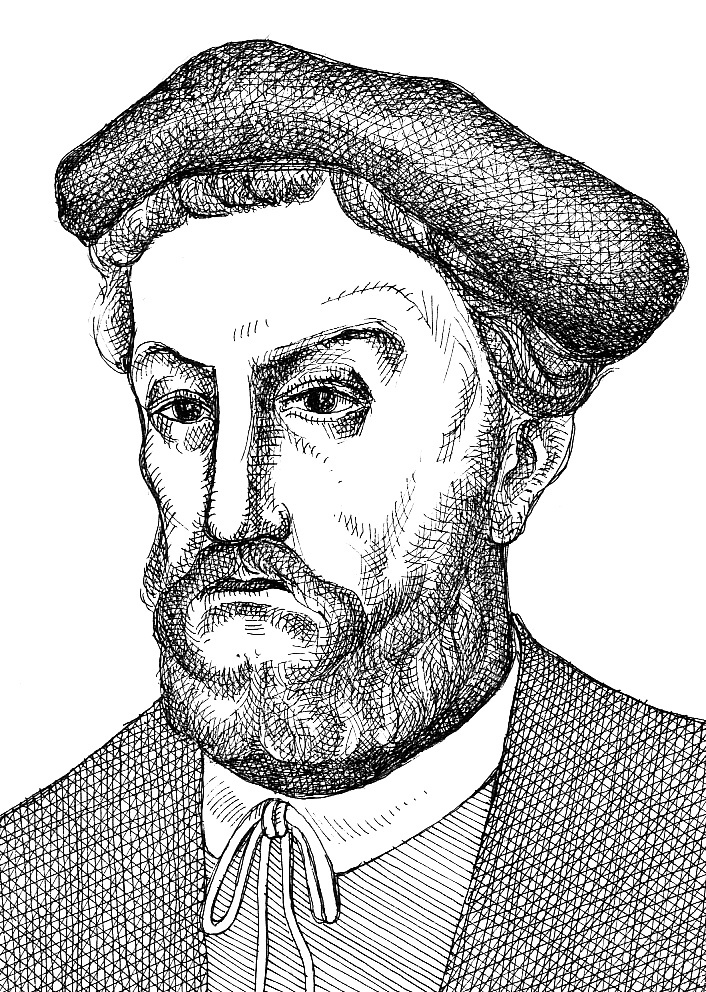
Miklós Tótfalusi Kis, rycina Sándora Muhiego

Miklós Tótfalusi Kis (ur. 1650 w Misztótfalu, zm. 1702 w Kolozsvárze) – węgierski uczony, typograf, rytownik, drukarz i wydawca. Propagator sztuki drukarskiej na Węgrzech.

## Edukacja
Miklós Tótfalusi Kis pobierał nauki w Schola Rivulina w Nagyabánya, stopień uniwersytecki uzyskał w 1673 roku w Enyedi Kollégium, gdzie studiował grekę i łacinę. Tam też kontynuował studia teologiczne. Po trzech latach w charakterze nauczyciela Kis, wzorem innych studentów i uczonych Transylwanii, wyruszył w podróż zagraniczną celem dalszego kształcenia i zdobywania doświadczenia. Popularnymi kierunkami takich podróży były wtedy m.in. Francja, Włochy, Anglia, Belgia i Niderlandy. Miklós Tótfalusi Kis do Amsterdamu przybył w 1680 roku.

## Działalność w Niderlandach
Wybór Amsterdamu nie był podyktowany wyłącznie preferencjami Kisa. Niderlandy, będące wówczas centrum sztuki drukarskiej, stanowiły doskonałe miejsce do nabywania wiedzy w tej dziedzinie. Jako że wiedza o typografii i drukarstwie nie była na Węgrzech dostatecznie rozpowszechniona, Kis został wysłany do Amsterdamu, aby kształcić się u mistrzów typografii.

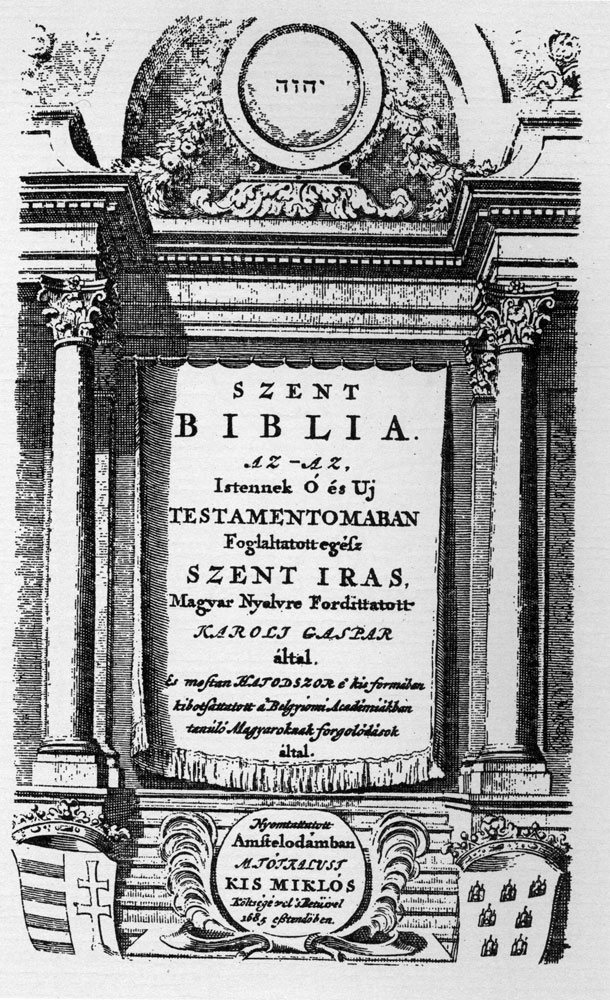
Karta tytułowa Biblii amsterdamskiej Kisa

Nawiązał kontakty z firmami Elzewirów i Blaeu. Pod swoje skrzydła przyjął go także Dirk Voskens, znany wówczas grawer i odlewnik, u którego Kis uczył się wytwarzania czcionek. W warsztacie Voskensa Kis kształcił się około sześciu miesięcy – na taki okres przyjął go mistrz, zastrzegając, że doskonalenie umiejętności może zając do dziesięciu lat. Mimo to Kis w stosunkowo krótkim czasie opanował warsztat i zajął się samodzielną produkcją czcionek. Szybko zaczął tworzyć nie tylko antykwy i kursywy, ale także czcionki hebrajskie, greckie i innych mniej popularnych alfabetów.
Miklós Kis był skrupulatnym uczonym, co widoczne było w jego drukach. Tworzył praktycznie skonstruowane książki zawierające stronę tytułową i spis treści. Jego strony tytułowe zawierały krótki tytuł, podtytuł, adres wydawniczy oraz jego nazwisko i elementy dekoracyjne. Nowatorskie było stosowane przez niego dzielenie tytułu według zasad logicznych, a nie formalnych (podziału na wersy), jak powszechnie robiono w tamtym okresie.
Dzięki wyróżniającemu poziomowi swych druków Kis szybko zyskał międzynarodową sławę, przyjmując od drukarzy zlecenia na matryce, a także szkoląc adeptów czcionkarstwa. Z czasem sława Kisa jako najlepszego twórcy czcionek w Europie dotarła na dwór toskański. Kosma Medyceusz zaproponował węgierskiemu typografowi założenie wytwórni czcionek na potrzeby dworu książęcego. Miklós Kis odmówił, chcąc wykorzystać swoje umiejętności do propagowania wysokiej jakości typografii w ojczyźnie.

## Powrót na Węgry

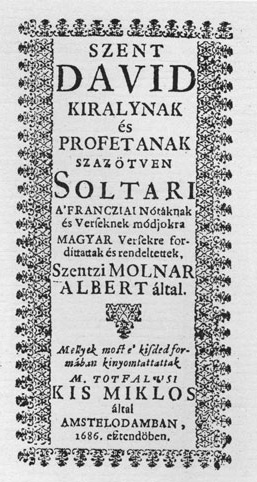
Karta tytułowa psałterza Alberta Molnara Szenci

Kis wrócił na Węgry w 1690 roku z misją działania na rzecz podniesienia poziomu drukarstwa w kraju. Zamieszkał w Kolozsvárze (dziś Kluż-Napoka w Rumunii), gdzie objął kierownictwo dawnej drukarni kościoła reformowanego. Niestety, brak możnych patronów wspierających jego działalność, niski poziom technologii nie pozwoliły mu na produkcję na tak wysokim poziomie, jaki reprezentował, pracując w Amsterdamie. Słabej jakości papier, farby i brak wykwalifikowanych pracowników uniemożliwiały osiągnięcie doskonałości druków. Mimo to Kis wciąż tworzył nowe kroje – poza materiałem przywiezionym z Amsterdamu z czasem dysponował siedemnastoma nowymi krojami tekstowymi, zaprojektowanymi i odlanymi na Węgrzech, zawierającymi wszystkie znaki węgierskiego alfabetu.
W Kolozsvárze Kis drukował różnorodne dzieła: instrukcje religijne, genealogie, przewodniki biblijne, dzieła matematyczne i prawne. Powstały też druki wielojęzyczne – łacińsko-węgierskie.
Najważniejszym osiągnięciem jego działalności typograficznej i wydawniczej było zastosowanie liter łacińskich w ortografii języka węgierskiego. Stworzył też specyficznie węgierski typ książki popularnej – należą do niego wydawnictwa z zakresu medycyny i kucharstwa.

## Dzieła
Z wymienionych wyżej powodów najważniejsze dzieła Miklósa Kisa powstały podczas jego pobytu w Amsterdamie. Należą do nich: Biblia, Psalmy Alberta Molnara Szenci i Nowy Testament, a także wzornik krojów pism.
Jednym z największych i najwybitniejszych przedsięwzięć Tótfalusiego był wielojęzyczny, wydany w formacie in folio, dwunastotomowy „Atlas Novus”. Został wydrukowany na wysokiej jakości papierze i bogato ozdobiony kolorowymi mapami i rycinami. W niemieckiej wersji „Atlas Novus” teksty wydrukowane są frakturą, nazwiska antykwą. Objaśnienia złożono kursywą.
Księga psalmów wydana przez Tótfalusiego to książeczka w kieszonkowym formacie, do której Kis specjalnie zaprojektował i odlał czcionkę o wysokiej czytelności w małym stopniu.

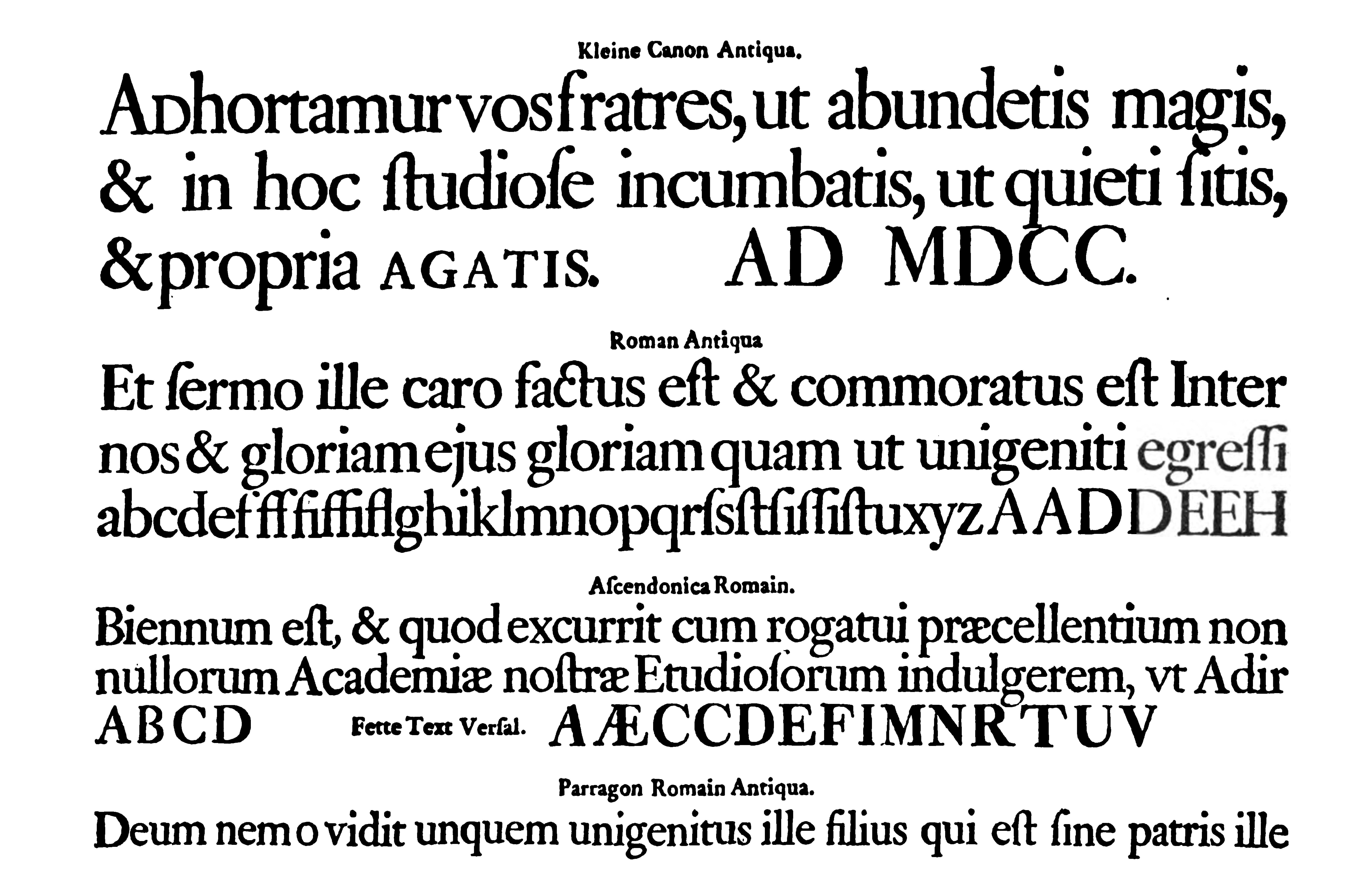
Specyfikacja kroju Erhardt (Monotype)

W czasie pobytu w Amsterdamie Kis podjął się jeszcze jednego przedsięwzięcia na wielką skalę – była to Biblia węgierska. Dzieło oprawne w barokowe okładki jest przykładem harmonijnej, wysmakowanej typografii. Tótfalusi wykorzystał ozdobne inicjały, lekką kursywę do tekstu wstępnego, wersaliki w tytule. Cały druk złamany jest w dwóch szpaltach.
Wzornik pism Miklósa Kisa zawiera przykłady krojów zaprojektowanych przez Węgra na przestrzeni lat. Uwagę zwraca wysoka czytelność jego krojów, przewyższająca wiele dokonań z tego okresu. Najbardziej uderzające są jednak kursywy Kisa – bardzo czytelne, lekkie i o pięknym rysunku. Mistrzostwo Kisa w tworzeniu kursyw wynikać może z tego, że już podczas praktyki u Dirka Voskensa zajmował się głównie przygotowywaniem czcionek kursywnych, w których sam Voskens się nie specjalizował.

## Kroje wzorowane na czcionkach Kisa
Większość krojów powstających w XX wieku na podstawie matryc Kisa figuruje pod nazwą Janson. Błąd ten spowodowany był omyłkowym przypisaniem autorstwa tychże matryc duńskiemu typografowi Antonowi Jansonowi w Stempel Foundry, gdzie zasób typograficzny Kisa trafił w 1919 roku. Jako że nie sposób było odnaleźć szczegółowych informacji na temat powstania matryc i ich rzekomego twórcy, w 1939 Stanley Morison zainteresował się pochodzeniem czcionek, które wówczas osiągnęły znaczną popularność. Jednak dopiero po II wojnie światowej udało się ustalić prawdziwego autora „Jansonowskich” matryc. Harry Carter i George Buday odkryli, że fotografia wzornika czcionek Kisa z budapesztańskiej Biblioteki Narodowej przedstawia te same czcionki, które od 1919 roku były w posiadaniu Stempel Foundry. Dzięki temu kroje nazywane nazwiskiem Jansona mogły zostać właściwie przypisane Miklósowi Tótfalusiemu Kisowi.
Kroje inspirowane czcionkami Kisa:
1. JANSON (Stempel 1937). Krój wzorowany bezpośrednio na matrycach i czcionkach Kisa.
2. JANSON (Mergenthaler Linotype 1954), stworzony pod kierunkiem Hermanna Zapfa.
3. ERHARDT (Monotype 1938). Krój nazwany za lipską wytwórnią czcionek Erhardt, gdzie zostały odnalezione w XVIII wieku oryginalne czcionki Kisa.
4. JANSON (Mergenthaler Linotype 1985) wersja cyfrowa.
5. JANSON (Adobe). Projekt oparty na oryginalnych czcionkach i matrycach Kisa.
6. (Nicholas) KIS (Bitstream 1990–1993), antykwa i italika.